# Arrondissement de Furnes (Lys)
Pour les articles homonymes, voir Arrondissement de Furnes.
L'arrondissement de Furnes est une ancienne subdivision administrative française du département de la Lys créée le 17 février 1800 et supprimé le 11 avril 1814, après la chute de l'Empire.

## Historique
L'arrondissement de Furnes est créé le 17 février 1800, sous le Consulat, par la loi du 28 pluviôse an VIII, créant ces subdivisions. Il est supprimé le 11 avril 1814, après la chute de l'Empire.

## Composition
Des six chefs-lieux des cantons attribués lors de la création (Dixmude, Furnes, Haringe, Loo, Nieuport et Perwyse), l'arrêté du 30 novembre 1801 (9 frimaire de l'an X) portant réduction des justices de paix n'en retient que quatre.
L'arrondissement de Furmes est dès lors ainsi composé :
- canton de Dixmude ;
- canton de Furnes ;
- canton d'Haeringhe ou d'Haringhe, d'Haringe ;
- canton de Nieuport.